# Johannes Staemmler
Johannes Staemmler (* 10. Mai 1860 in Duschnik, Kreis Samter, Provinz Posen; † 21. Dezember 1946 in Bad Kösen) war ein deutscher Pfarrer.

## Leben
Staemmler war Sohn des Posener Superintendenten E. Staemmler. Er studierte zunächst an der Philipps-Universität Marburg Evangelische Theologie. Am 21. Juli 1880 wurde er im Corps Teutonia zu Marburg recipiert. Als Inaktiver wechselte er an die Universität Leipzig und die Friedrich-Wilhelms-Universität zu Berlin. Nach den Examen war er 1885–1896 Pfarrer in Duznik und 1896–1902 an der Evangelischen St. Paulskirche in Bromberg. Superintendent war er ab 1902 in Gnesen und ab 1904 an der Kreuzkirche in Posen. 1917 wurde er als Geheimer Konsistorialrat charakterisiert und zum stellvertretenden Generalsuperintendenten der Kirchenprovinz Posen ernannt. 1919 wurde er von den polnischen Behörden in Szczypiorno interniert. 1920 wollten sie ihn der preußischen Regierung zur Verfügung stellen, d. h. aus dem Konsistorium entfernen. Das gelang nicht, weil Staemmler polnischer Staatsbürger war und auf seinem Posten blieb. Er war auch Vorsitzender des Evangelischen Erziehungsvereins in Posen.
Als D. theol. h. c. 1930 emeritiert, zog er von Posen nach Jena. Dort brachte er 1936 seine Lebenserinnerungen zu Papier. Erstmals veröffentlicht – in deutscher und polnischer Sprache – wurden sie 2018 vom gleichnamigen Urenkel, Pfarrer in Erfurt, und Olgierd Kiec, Historiker an der Universität Zielona Góra.

## Ehe und Nachfahren
Verheiratet war er seit 1887 mit Elisabeth Lehnerdt. Der Ehe entstammten zwei Töchter und fünf Söhne, darunter:
- Wolfgang Staemmler (1889–1970) gehörte zum Leitungskreis der Bekennenden Kirche in der Kirchenprovinz Sachsen. Er blieb auch in der DDR ein wichtiger Kirchenmann.
- Martin Staemmler (1890–1974)[3]
- Siegfried Staemmler (1892–1939) geriet als in der Deutschen Vereinigung für Posen und Pommerellen tätiger Klinikdirektor in Bromberg unter die ersten deutschen Zivilopfer der polnischen Armee zu Beginn des Überfalls auf Polen.
- Gerhard Staemmler (1898–1939), ein deutsch-polnische Grenzgänger, gehörte zu den politisch Verzweifelten – er nahm sich vor dem Einmarsch der Wehrmacht in einem Danziger Gefängnis das Leben.

Der Enkel Klaus Staemmler (1921–1999) erhielt 1993 die Ehrendoktorwürde der Adam-Mickiewicz-Universität Posen.